# Ansamblul urban „Splaiul Nicolae Titulescu”

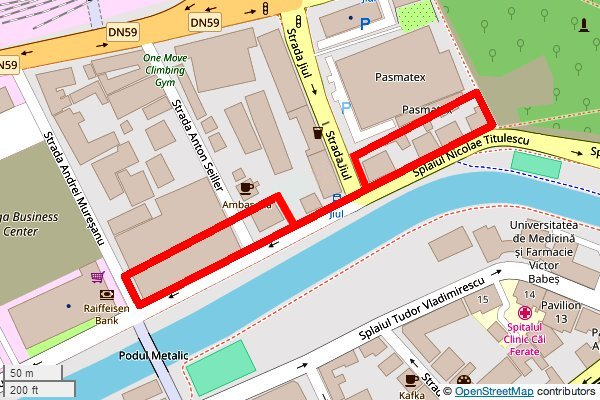
Localizarea și limitele ansamblului

Ansamblul urban „Splaiul Nicolae Titulescu” este o zonă din cartierul Iosefin al Timișoarei, declarată monument istoric, având codul LMI TM-II-a-B-06113. Zona este una rezidențială, având și două clădiri industriale.

## Descriere
Ansamblul este format din clădirile situate pe splaiul Nicolae Titulescu, nr. 1–7, între Parcul Central „Anton Scudier” și str. Andrei Mureșanu.
Zona făcea parte din fosta esplanadă a Cetății Timișoara, zonă non aedificandi, unde s-au putut ridica clădiri abia după defortificarea în 1892 a orașului. Deoarece lucrările de fortificații nu se întindeau până acolo, construcțiile au putut începe înainte de demolarea acelor fortificații, imediat după 1892.
Clădirile de la numerele 1–3 sunt case familiale, iar cele de la numerele 6–7 sunt ansambluri de apartamente (foste case de raport). La numerele 4–5 se află construcții industriale: la numărul 4 este fosta Fabrică de Gheață și Sifoane, iar la numărul 5 corpul administrativ al fostei Fabrici de Pălării (Paltim).
La nord de ansamblu (în zona sa de protecție), la vest de strada Jiul, se află fosta Fabrică de Pălării. În locul ei se propune realizarea unui ansamblu rezidențial și de birouri în regim de înălțime de 2S+P+Mez+7+Er pentru clădirea de birouri și 2S+P+Mez+5E+Er/M pentru clădirile rezidențiale. În acest caz apar probleme ridicate de aglomerare, inclusiv a traficului pe strada Anton Seiller, probleme care pot afecta nu numai Ansamblul urban „Splaiul Nicolae Titulescu” (care are un regim de înălțime de P+2E), ci și Ansamblul urban „Str. Anton Seiller”, cod LMI TM-II-a-B-06112.
Tot la nord de ansamblu (în zona sa de protecție), la est de strada Jiul, se află fosta fabrică Pasmatex S.A., cu un regim de înălțime al halelor de P+5E. În locul ei se propune realizarea unui ansamblu rezidențial în regim de înălțime de 2S+P+17E. Studiul de oportunitate semnalează problemele ridicate și în acest caz de aglomerare.

### Corpul administrativ al Fabricii de Pălării
Deși face parte din ansamblul urban „Splaiul Nicolae Titulescu”, fiind proiectat de Eduard Reiter în stil Art Nouveau, curentul Secession, se consideră că face parte din „Rezervația arhitecturală Eduard Reiter”, din care face parte și Ansamblul urban „Str. Anton Seiller”. Corpul este considerat și un monument istoric individual, având codul LMI TM-II-m-B-06168.

## Clădiri care fac parte din ansamblu
| Poz. | Descriere | Adresă, Coordonate                                                        | Data autorizării/ data terminării, Arhitect | Imagine | Note        |
| ---- | --- | ------------------------------------------------------------------------- | ------------------------------------------- | ------- | ----------- |
| 1    | Casă. | Spl. Nicolae Titulescu, nr. 1 45°45′03″N 21°13′05″E / 45.7508°N 21.2181°E |                                             |         | [ 3 ]       |
| 2    | Casă. | Spl. Nicolae Titulescu, nr. 2 45°45′03″N 21°13′04″E / 45.7507°N 21.2177°E |                                             |         | [ 3 ]       |
| 3    | Casă. | Spl. Nicolae Titulescu, nr. 3 45°45′02″N 21°13′03″E / 45.7506°N 21.2175°E |                                             |         | [ 3 ]       |
| 4    | Fosta Fabrică de Gheață și Sifoane. Clădirea, construită în stil neoclasicist, actual nu este folosită, fiind în stare proastă. | Spl. Nicolae Titulescu, nr. 4 45°45′01″N 21°13′01″E / 45.7504°N 21.2169°E |                                             |         | [ 3 ] [ 5 ] |
| 5    | Corpul administrativ al Fabricii de Pălării PALTIM. Monument istoric, cod LMI TM-II-m-B-06168.                                  | Spl. Nicolae Titulescu, nr. 5 45°45′00″N 21°12′57″E / 45.7501°N 21.2158°E | 1899 Eduard Reiter                          |         | [ 3 ] [ 6 ] |
| 6    | Casă. | Spl. Nicolae Titulescu, nr. 6 45°45′00″N 21°12′55″E / 45.7499°N 21.2152°E |                                             |         | [ 3 ]       |
| 7    | Casă. | Spl. Nicolae Titulescu, nr. 7 45°44′59″N 21°12′53″E / 45.7497°N 21.2146°E |                                             |         | [ 3 ]       |